# ファイティングイーグルス名古屋
ファイティングイーグルス名古屋（ファイティングイーグルスなごや、英: Fighting Eagles Nagoya）は、愛知県名古屋市をホームタウンとするプロバスケットボールチーム。運営法人は豊通ファイティングイーグルス株式会社。1957年に豊田通商バスケットボール部として創設、2013年から2015年までは豊田通商ファイティングイーグルス名古屋として活動していた。現在はB1リーグの中地区に所属している。正式名称は豊通ファイティングイーグルス名古屋。

## 概要
クラブ名は、強い者の象徴でその象徴である鷲、そして戦いに常に勝つという想いを込め『FIGHTING EAGLES』と命名。初代チームロゴは、クラブ名の由来である鷲を落とし込んでいる。
2022年7月、創部65年に合わせて新たなチームロゴを発表。鷲の横顔をベースに、広げた羽根をチームの頭文字である「F」と「E」でデザイン。また、新たなチームロゴ全体のシルエットを、Victoryの頭文字である「V」に見えるように整え、「常勝」への想いも込めている。なお、2022-23シーズンは、初代チームロゴと新チームロゴを併用し、新チームロゴは、2023-24シーズンからプライマリーロゴとして使用されている。
ホームタウンは愛知県名古屋市。メインアリーナは枇杷島スポーツセンター、サブアリーナは名古屋市千種スポーツセンター。そして2022年11月22日に、Bリーグ2026-27シーズンに向けて、名古屋市港区のみなとアクルス内に新設予定のアリーナをFE名古屋のホームアリーナとして活動することを検討しており、「新B1クラブライセンス取得」に必要な施設基準を満たした新設予定のアリーナへ移転する予定である。

### ユニフォームスポンサー（2025-26シーズン）
- サプライヤー：IN THE PAINT
- 前面：二友組（ホーム左肩）、NTPグループ（中央）
- 背面：名古屋鉄道（ホーム背番号上部）、豊田通商（選手名下部）
- パンツ：ミッドランドスクエアシネマ（ホーム右前）、新日本ウエックス（ホーム左前、アウェー左後ろ）、Admiral（ホーム右後ろ）、KYOSO（ホーム左後ろ）、大榮産業（アウェー左前）、PR TIMES（アウェー右後ろ上）、大豊産業（アウェー右後ろ下）

### スポンサー

#### 歴代ユニフォーム
| HOME      | HOME      | HOME      | HOME      | HOME      |
| --------- | --------- | --------- | --------- | --------- |
| 2017 - 18 | 2018 - 19 | 2019 - 20 | 2020 - 21 | 2021 - 22 |
| 2022 - 23 | 2023 - 24 | 2024 - 25 | 2025 - 26 |           |
|           |           |           |           |           |

| AWAY      | AWAY      | AWAY      | AWAY      | AWAY      |
| --------- | --------- | --------- | --------- | --------- |
| 2017 - 18 | 2018 - 19 | 2019 - 20 | 2020 - 21 | 2021 - 22 |
| 2022 - 23 | 2023 - 24 | 2024 - 25 | 2025 - 26 |           |
|           |           |           |           |           |

| Other                                  | Other                             | Other                        | Other                         | Other                       |
| -------------------------------------- | --------------------------------- | ---------------------------- | ----------------------------- | --------------------------- |
| 2019 - 20 3rd NTP GROUP スペシャルデー | 2022 - 23 3rd ホワイト クリスマス | 2022 - 23 グランパス コラボ  | 2022 - 23 5th Admiral コラボ  | 2023 - 24 グランパス コラボ |
| 2023 - 24 Girls FES                    | 2023 - 24 Admiral コラボ          | 2024 - 25 In a drive to ACHP | 2024 - 25 IN THE PAINT コラボ | 2024 - 25 グランパス コラボ |
|                                        |                                   |                              |                               |                             |

### マスコット
- リードくん

モチーフはイヌワシ。背番号は名古屋にちなんで758。

### 専属チアダンスチーム
- FEgirls[9]

Bリーグ初年度シーズン開幕前の2016年7月、エイベックス・アーティストアカデミーとタイアップして新たに結成した。2020-21シーズンのFEgirlsメンバーは9名。
NBDL所属時までのホームゲームでは豊田通商チアリーダー部DIMPLES（ディンプルズ）が活動していた。FEgirls発足後も不定期に登場している。

### 開催アリーナ

#### B.LEAGUE
| ホームアリーナ                 | 16-17 | 17-18 | 18-19 | 19-20  | 20-21  | 21-22  | 22-23 | 23-24 | 24-25 |
| ------------------------------ | ----- | ----- | ----- | ------ | ------ | ------ | ----- | ----- | ----- |
| 名古屋市枇杷島スポーツセンター | 24    | 23    | 18    | -      | 18(20) | 22(25) | 30    | 22    | 7     |
| 名古屋市千種スポーツセンター   | 6     | 7     | 2     | 16(18) | 10     | 4(5)   | -     | -     | -     |
| 名古屋市中村スポーツセンター   | -     | -     | -     | 8(12)  | -      | -      | -     | -     | -     |
| DIADORAアリーナ                | -     | -     | 6     | -      | -      | -      | -     | -     | -     |
| 春日井市総合体育館             | -     | -     | 2     | -      | -      | -      | -     | -     | -     |
| パークアリーナ小牧             | -     | -     | 2     | -      | -      | -      | -     | -     | -     |
| 稲永スポーツセンター           | -     | -     | -     | -      | -      | -      | -     | 6     | 15    |
| いちい信金アリーナ             | -     | -     | -     | -      | -      | -      | -     | 2     | 2     |
| 豊田合成記念体育館             | -     | -     | -     | -      | -      | -      | -     | -     | 6     |
| ホーム試合数計                 | 30    | 30    | 30    | 24(30) | 28(30) | 26(30) | 30    | 30    | 30    |

括弧内は開催予定だった試合数

## 歴史
1957年発足。1988年に日本リーグ2部に昇格、1989年には2部優勝で、1990年に日本リーグ1部昇格を決めるが、1994年に3度の最下位で2部に降格する。2007年、日本バスケットボールリーグ2部機構（JBL2）所属となる。
2013年、NBL傘下のNBDLに所属し、NBL準加盟。これに伴い、チーム名を「豊田通商ファイティングイーグルス名古屋」とする。
2015年、B.LEAGUEへの参入へ向け、名古屋市と協定書を締結する。その後B2（2部）への参戦が決まり、チーム名も豊通ファイティングイーグルス名古屋（呼称：Fイーグルス名古屋、略称：FE名古屋）に変更される。
2016年3月22日、運営法人として一般社団法人豊通ファイティングイーグルス名古屋を設立。

### B.LEAGUE

#### 2016-17シーズン（B2 中地区）
Bリーグが発足し、B2リーグ中地区所属となる。ヘッドコーチ（HC）はOBの渡邊竜二が務める。中地区6チーム中2位となる。首位の西宮とは1勝差だった。

#### 2017-18シーズン（B2 中地区）
渡邊体制2シーズン目。川辺泰三がアシスタントコーチ（AC）に就任。初の中地区優勝を達成し、プレイオフに進出。プレイオフはセミファイナルの福岡戦、3位決定戦の熊本戦に敗れ、最終順位は4位となった。

#### 2018-19シーズン（B2 中地区）
2018年11月15日、新しい運営会社として豊通ファイティングイーグルス株式会社を設立、チームを運営していた一般社団法人豊通ファイティングイーグルス名古屋は、2018-19シーズン終了となる2019年6月末までに、FE名古屋の業務を新会社へ移管する。
渡邊体制3シーズン目。中地区6チーム中2位となる。

#### 2019-20シーズン（B2 中地区）
渡邊HCが退任し、ACの川辺泰三がHCに就任した。シーズン途中の3月に新型コロナ感染症拡大の影響でシーズンが打ち切りとなる。最終順位は中地区6チーム中3位。

#### 2020-21シーズン（B2 西地区）
川辺体制2シーズン目。コロナ禍の影響で今シーズンより東西2地区制となる。西地区8チーム中2位（全体順位4位）となり、プレイオフに進出。クォーターファイナルで越谷（全体順位5位）に1勝2敗で敗退した。

#### 2021-22シーズン（B2 東地区）
川辺体制3シーズン目。アンドリュー・ランダルらを補強した。積極的な補強が実を結び、東地区優勝を決める。さらにB2プレーオフでもクォーターファイナルでは昨シーズンに惜敗した越谷を、セミファイナルで熊本を破り、実業団だった豊田通商時代に1994年に前身の日本リーグ2部に降格して以来、在籍していた2部リーグ（日本リーグ2部→日本リーグ（新）→JBL2→NBDL→B2リーグ）に28年間の歴史に終止符を打つとともに、28年ぶりに1部リーグ、つまりプロ化以降の悲願となるB1昇格を果たした。そして、ファイナルでの仙台に2勝1敗で破り、見事B2優勝を果たした。

#### 2022-23シーズン（B1 西地区）
川辺体制4シーズン目。

#### 2023-24シーズン（B1 中地区）
川辺体制5シーズン目。

#### 2024-25シーズン（B1 中地区）
川辺体制6シーズン目。7月11日にマシュー・メイヤーを獲得するも9月13日に契約解除。9月18日にはジャスティン・ハーパーを獲得。
2024年10月17日、2026-27シーズンから始まるB.LEAGUE PREMIERについて審査対象である2023-24シーズンにおいてライセンス審査基準である入場者数基準を満たしていないことから、2部に当たるB.LEAGUE ONEになることが事実上決まった。
シーズン序盤から怪我人の多さに苦しみ11月の中断期間前までの成績は4勝10敗。11月15日にジャスティン・ハーパーとの契約を解除し、11月29日にオルフェミ・オルジョビを獲得した。

## 成績

### 過去のリーグ戦

#### JBL2
| 年度    | リーグ | 回 | レギュラーシーズン | レギュラーシーズン | レギュラーシーズン | セミファイナル               | セミファイナル               | ファイナル                   | ファイナル                   | 最終結果                     |
| 年度    | リーグ | 回 | 勝                 | 敗                 | 順位               | 勝                           | 敗                           | 勝                           | 敗                           | 最終結果                     |
| ------- | ------ | -- | ------------------ | ------------------ | ------------------ | ---------------------------- | ---------------------------- | ---------------------------- | ---------------------------- | ---------------------------- |
| 2007-08 | JBL2   | 1  | 14                 | 2                  | 2位                | 0                            | 1                            | ---                          | ---                          | 4位                          |
| 2008-09 | JBL2   | 2  | 14                 | 0                  | 1位                | 1                            | 0                            | 1                            | 0                            | 優勝                         |
| 2009-10 | JBL2   | 3  | 21                 | 0                  | 1位                | 1                            | 0                            | 1                            | 0                            | 優勝                         |
| 2010-11 | JBL2   | 4  | 22                 | 0                  | 1位                | 震災のためプレイオフ実施せず | 震災のためプレイオフ実施せず | 震災のためプレイオフ実施せず | 震災のためプレイオフ実施せず | 震災のためプレイオフ実施せず |
| 2011-12 | JBL2   | 5  | 24                 | 3                  | 1位                | 1                            | 0                            | 1                            | 0                            | 優勝                         |
| 2012-13 | JBL2   | 6  | 22                 | 10                 | 3位                | ---                          | ---                          | ---                          | ---                          | 5位                          |

#### NBDL
| 年度    | レギュラーシーズン | レギュラーシーズン | レギュラーシーズン | レギュラーシーズン | レギュラーシーズン | レギュラーシーズン | レギュラーシーズン | レギュラーシーズン | 最終結果 | HC       | 備考                         |
| 年度    | 勝                 | 敗                 | 勝率               | ゲーム差           | 得点               | 失点               | 得失点差           | 順位               | 最終結果 | HC       | 備考                         |
| ------- | ------------------ | ------------------ | ------------------ | ------------------ | ------------------ | ------------------ | ------------------ | ------------------ | -------- | -------- | ---------------------------- |
| 2013-14 | 30                 | 2                  | .938               | ---                | 94.5               | 67.8               | +26.7              | 1位                | 準優勝   | 渡邊竜二 | プレーオフファイナル出場     |
| 2014-15 | 30                 | 2                  | .938               | ---                | 95.0               | 69.4               | +25.6              | 1位                | 3位      | 渡邊竜二 | プレーオフセミファイナル敗退 |
| 2015-16 | 32                 | 4                  | .889               | ---                | 85.4               | 66.7               | +18.8              | 1位                | 準優勝   | 渡邊竜二 | プレーオフファイナル出場     |

### 獲得タイトル
- 日本リーグ
  - 優勝1回 (2004-05)
- JBL2
  - 優勝3回 (2008-09・2009-10・2011-12)

## 選手とスタッフ

### スタッフ
- 代表:鈴木浩昌
- ヘッドコーチ:川辺泰三
- トップアシスタントコーチ:澁澤秀徳
- アシスタントコーチ:カルバン・オールダム
- アナライジングコーチ:方城素和
- アシスタントゼネラルマネージャー:坂東武幸
- ビデオコーディネーター兼マネージャー:堀井快
- マネージャー:大﨑莉奈
- 通訳:竹内瑞希

### 過去の主な所属選手
- 丸岡茂樹
- 梅嵜周毅
- ワイス団
- 喜多誠
- ショーン・ブラウン
- 宮ノ腰達也
- 黒田裕
- ダレル・ワン
- 堺智彦
- アンドリュー・フィーリー
- 矢野真伸
- マイケル・ハウスマン
- 松藤光生
- 松藤貴秋
- ライアン・ウィリアムス
- ロドニー・カーニー
- 岡田健佑
- 高橋修史
- 高橋健治
- 村田啓一郎
- 大西政人
- 西川知宏
- 若松幸司
- 高木正年
- 藤原康雄
- 渡辺竜二
- 岡本直行
- 北波正衛
- 飯田貴大
- 前村雄大
- 辻内伸也
- 岩田淳
- 竹原太一
- 加藤亮平
- 山下敦史
- 砂原俊雅
- 田中悠太
- 阿部良太
- 大塚勇人
- 兒玉貴通
- 大西賢
- 山本エドワード
- ジョシュ・ホーキンソン